# Артемьев, Сергей Константинович
Серге́й Константи́нович Арте́мьев (19 октября 1902, Севастополь, Таврическая губерния, Российская империя — 1 января 1976, Куйбышев, РСФСР, СССР) — советский военачальник, генерал-майор (20.04.1945).

## Биография
Родился 19 октября 1902 года в городе Севастополь. Русский. До службы в армии работал учеником и подручным слесаря в отделении Балтийского судостроительного завода «Балтвод» в городе Николаев.

### Военная служба

#### Гражданская война
2 февраля 1920 года добровольно вступил в РККА и направлен в 363-й стрелковый полк 42-й стрелковой дивизии. В марте в боях под Одессой был ранен и эвакуирован в 448-й госпиталь. После выхода из госпиталя в мае был уволен в запас. По направлению губернского комитета комсомола работал агентом в органах ЧК городе Николаев.

#### Межвоенные годы
17 ноября 1921 года поступил на 47-е пехотные командные курсы в город Николаев, по окончании которых с января 1923 года служил помощником командира и командиром взвода в 89-м стрелковом полку 30-й Иркутской стрелковой дивизии им. ВЦИК в городе Екатеринослав. В июне 1924 года переведен в 44-й стрелковый полк 15-й Сивашской стрелковой дивизии в г. Николаев, где исполнял должности командира взвода и помощника командира роты. Член ВКП(б) с 1925 года. С августа 1928 года был старшим инструктором 3-го разряда по военной подготовке трудящихся при Херсонском окружном военкомате и в штабе 6-го стрелкового корпуса. С марта 1931 года проходил службу в 298-м стрелковом полку 100-й стрелковой дивизии в городе Фастов командиром роты и помощником начальника штаба полка. С ноября 1932 года по апрель 1933 года учился на окружных курсах мобработников. После возвращения в дивизию назначен помощником начальника 1-й (оперативной) части штаба дивизии. С июля 1937 года был начальником 5-й части штаба 25-й Чапаевской стрелковой дивизии и Новоград-Волынского УРа КВО, с апреля 1938 года — старшим помощником начальника 1-го отделения штаба 8-го стрелкового корпуса в городе Житомир. С октября 1938 года майор Артемьев служил в штабе САВО помощником начальника 1-го отделения, начальником 4-го и 3-го отделений. В феврале 1940 года назначен начальником оперативного отделения — заместителем начальника штаба 194-й мотострелковой дивизии. В марте 1941 года переведен командиром 843-го стрелкового полка 238-й стрелковой дивизии.

#### Великая Отечественная война
С началом войны продолжал командовать этим же полком. В конце месяца полк в составе дивизии вошел в 53-ю отдельную армию и сосредоточился в городе Ашхабад. Перед армией была поставлена задача охранять государственную границу СССР с Афганистаном. С 26 сентября дивизия была передислоцирована на Западный фронт и сосредоточена в городе Тула, где вошла в резерв Ставки ВГК. С 16 октября она вошла в подчинение 49-й армии Западного фронта и участвовала в боях под Алексином, на реках Ока и Угра, в наступлении на юхновском направлении. С января 1942 года Артемьев командовал 105-й стрелковой бригадой, входившей в состав МВО, с мая — Западного, а с марта 1943 года — Брянского фронтов.
В мае 1943 года в составе 61-й армии Брянского фронта на базе бригады была сформирована 110-я стрелковая дивизия, а полковник Артемьев утвержден ее командиром. С 12 июля ее части принимали участие в Курской битве, в Орловской наступательной операции. В ходе наступления они форсировали реку Ока, продвинулись с боями на 75 км и освободили 65 нас. пунктов. С 11 августа дивизия вошла в состав 11-й армии и вела упорные бои за овладение города Карачев. 19 августа она была передана 50-й армии и вела бои в районе города Киров. Затем в ходе преследования ее части форсировали реку Десна, освободили город Хотимск и подошли к городу Пропойск. В октябре дивизия форсировала реку Сож и овладела плацдармом на ее правом берегу. Во второй половине октября — первой половине ноября она находилась в резерве, а с 18 ноября заняла оборону на реке Проня. В конце ноября ее части перешли в наступление и участвовали в освобождении г. Пропойск.
С 12 января по 29 мая 1944 года полковник Артемьев находился на учебе в Высшей военной академии им. К. Е. Ворошилова, затем был направлен на 2-й Белорусский фронт. С 29 июня допущен к командованию 95-й стрелковой дивизией, которая в составе 49-й, затем 50-й армий принимала участие в Белорусской, Могилевской, Минской, Белостокской и Осовецкой наступательных операциях. За успешное форсирование реки Днепр ей было присвоено наименование «Верхнеднепровская» (10.07.1944), за овладение городом и крепостью Гродно она была награждена орденом Красного Знамени (25.07.1944), а за освобождение крепости Осовец — орденом Суворова 2-й ст. (01.09.1944). В сентябре — октябре 1944 года дивизия находилась в резерве Ставки ВГК на доукомплектовании, затем была переброшена в район Люблина в состав 33-й армии 1-го Белорусского фронта. С января 1945 года ее части принимали участие в Висло-Одерской, Варшавско-Познанской и Берлинской наступательных операциях. В ходе последней в конце апреля 1945 года генерал-майор Артемьев был ранен и до сентября находился на лечении в госпитале.
За время войны комдив Артемьев был четыре раза персонально упомянут в благодарственных в приказах Верховного Главнокомандующего.

#### Послевоенное время
После войны в октябре 1945 года Артемьев назначается заместителем начальника штаба по организационно-мобилизационным вопросам Степного ВО. С августа 1946 года был военкомом Херсонского областного военкомата, а с мая исполнял должность заместителя начальника штаба по организационно-мобилизационным вопросам Воронежского ВО. В марте 1951 года назначен заместителем начальника штаба по оргвопросам ГСОВГ. В январе 1955 года переведен на должность заместителя начальника штаба по организационно-мобилизационным вопросам Юж.-УрВО. В апреле 1958 года переведен на ту же должность в ПриВО. 25 марта 1959 года генерал-майор Артемьев уволен в отставку по болезни.
Похоронен на Южном кладбище Санкт-Петербурга.

## Награды
- орден Ленина (06.11.1945[5][6]
- четыре ордена Красного Знамени (10.02.1942[7], 23.07.1943[8], 03.11.1944[9][6], 15.11.1950[6])
- орден Суворова II степени (29.05.1945)[10]
- орден Кутузова II степени (06.04.1945)[11]
- орден Богдана Хмельницкого II степени (03.08.1944)[12]
  - медали в том числе:
  - «XX лет Рабоче-Крестьянской Красной Армии» (1938)[7].
  - «За оборону Москвы» (07.03.1945)[13]
  - «За победу над Германией в Великой Отечественной войне 1941—1945 гг.» (1945)[14]
  - «За взятие Берлина» (1945)[14]
  - «За освобождение Варшавы» (1945)[14]

Приказы (благодарности) Верховного Главнокомандующего в которых отмечен С. К. Артемьев.
- За форсирование реки Проня западнее города Мстиславль, прорыв сильно укреплённой обороны немцев, захват районного центра Могилевской области — города Чаусы и освобождение более 200 других населённых пунктов, среди которых Черневка, Ждановичи, Хоньковичи, Будино, Васьковичи, Темривичи и Бординичи. 25 июня 1944. года № 117.
- За форсирование реки Днепр на участке протяжением 120 километров, прорыв второй оборонительной полосы немцев, подготовленной по западному берегу реки, и овладение штурмом крупным областным центром Белоруссии городом Могилев — оперативно важным узлом обороны немцев на минском направлении, а также городами Шклов и Быхов. 28 июня 1944 года. № 122.
- За овладение штурмом городом и крепостью Осовец — мощным укрепленным районом обороны немцев на реке Бобр, прикрывающим подступы к границам Восточной Пруссия. 14 августа 1944 года. № 166.
- За завершение ликвидации группы немецких войск, окруженной юго-восточнее Берлина. 2 мая 1945 года. № 357.